# Tung Qua Lìn
Tung Qua Lìn là một xã thuộc huyện Phong Thổ, tỉnh Lai Châu, Việt Nam.
Xã Tung Qua Lìn có diện tích 32.08 km², dân số năm 1999 là 1383 người, mật độ dân số đạt 43 người/km².